# Kolonia Zawady
Kolonia Zawady [pronunciación en polaco: /kɔˈlɔɲa zaˈvadɨ/] es una aldea ubicada en el distrito administrativo de Gmina Widawa, dentro del condado de Łask, voivodato de Łódź, en el centro de Polonia. Se encuentra a unos 5 kilómetros al sureste de Widawa, a 23 kilómetros al suroeste de Łask, y a 54 kilómetros al suroeste de la capital regional Łódź.